# 第15集团军 (苏俄)
第15集团军（俄語：15-я армия）是俄国内战和波苏战争期间苏俄红军的一个集团军，設立于1919年6月7日至1920年12月26日之间。1920年12月26日，该部队的行政机构被解散，兵员被转入第3集团军。